# Мадагаскарски водени клас
Мадагаскарски водени клас (Aponogeton madagascariensis) је међу акваристима веома популарна врста водене биљке из фамилије Aponogetonaceae. Због ове „популарности“, опстанак ове биљке у дивљини доведен је у опасност.

## Опис биљке
Ово је вишегодишња, водена, субмерзна биљка са квргавим ризомом, 3 cm у пречнику. Дугуљасте лиске су 15–55 cm дуге и 5–16 cm широке, а цео лист са лисном дршком 65 cm дуг. Оно што посебно одликује лишће је његов мрежаст изглед, кога чини нерватура листа без ткива између. Цветови се налазе на усправном класу који може бити на дршци дугој до 1 m, али испод водене површине.

## Гајење
Постоји неколико форми које се узгајају, а које могу бити мање или веће дужине. Осим што је атрактивна акваријумска биљка, њен ризом је и јестив. Захтева температуру од 15-26 °C, меку воду и pH од 5-7.5, а расте најбоље на сеновитом положају у акваријуму, тако да је светлост 600 Lux. Потребна је хранљива подлога на којој ће расти.
Тешкоће у гајењу ове врсте настају услед неколико проблема:
1. услови за њено гајење омогућују и раст алги које је тешко одстранити са њених листова;
2. пупољци расту добро у првој години, али увену већ друге године, изгледа због недостатка хране у самим пупољцима (узрок још увек непознат);
3. Семена се произведу, али не успеју да исклијају или клице не успеју да израсту. Неки акваристи као решење проблема предлажу да се вода филтрира и да непрекидно струји.

## Заштита
Има је у многим ботаничким баштама широм света. Толико је ова врста експлоатисана, да је угрожена на свом природном станишту на Мадагаскару. За гајење у акваријуму је зато проблематично набављати ову биљку на њеном природном станишту, па је треба куповати у расадницима.